# Aeropuerto Internacional Guayaquil-Daular
El Aeropuerto Internacional Guayaquil-Daular es un proyecto que persigue dotar de un nuevo aeropuerto a la ciudad ecuatoriana de Guayaquil, en sustitución del actual Aeropuerto Internacional José Joaquín de Olmedo (construido en los años sesenta del siglo XX y remodelado en 2006) que no puede crecer por haber quedado incluido dentro de la ciudad, además de haberse quedado pequeño para la proyección de pasajeros de los años venideros. Su construcción está planeada para comenzar en 2024 y finalizar en 2031.

## Proyecto
Inicialmente se presupuestó entre 800 y 1500 millones de dólares, aunque después se rebajó a 500, incluyendo la infraestructura necesaria para unir el aeropuerto a las vías de comunicación necesarias para pasar de los cuatro millones de pasajeros anuales del actual aeropuerto a los ocho que se espera que pueda acoger la nueva terminal.
Su diseño será en forma de H, siendo el centro el área donde llegan los pasajeros, migración y control; y los lados, los dos puentes, a donde llegarán los aviones. Se prevé construir dos pistas: una de 3000 y otra de 3500 metros, para albergar aviones tipo jumbo, y espacio para estacionar veinte aviones a la vez, el doble que el aeropuerto actual.